# Huhtia och Pyhäjärvi
Huhtia och Pyhäjärvi är en sjö i kommunen Petäjävesi i landskapet Mellersta Finland i Finland. Sjön ligger 127,8 meter över havet. Arean är 1,91 kvadratkilometer och strandlinjen är 18,19 kilometer lång. Sjön  ingår i Kymmene älvs huvudavrinningsområde.   Den ligger omkring 24 kilometer väster om Jyväskylä och omkring 230 kilometer norr om Helsingfors. 
I sjön finns öarna Kalliosaari, Ykspuinen, Isosaari, Pienisaari, Pyöreäsaari och Jänissaari. 
Huhtia och Pyhäjärvi ligger öster om Jämsänvesi och Petäjävesi. 